# Antíoc IX de Cízic
Antíoc IX de Cízic (en llatí Antiochus, en grec antic Ἀντίοχος Κυζικηνός) anomenat Εὐσεβής Eusebes (el pietós) fou rei selèucida del 114 aC al 96 aC, fill d'Antíoc VII Sidetes i de Cleòpatra Thea.
El 116 aC Antíoc IX, que havia estat enviat a Cízic l'any 129 aC per la seva mare Cleòpatra Thea com a precaució, va tornar a Síria i aviat va esclatar la guerra civil en aixecar-se contra Antíoc VIII Grif i proclamar-se rei (114 aC). La dona d'Antíoc es deia també Cleòpatra i era mig germana de la dona de Grif, Trifene. Cleòpatra va ser assassinada de forma dramàtica al temple de Dafne a Antioquia per ordre de sa germanastra, i com a revenja Antíoc IX va fer matar Trifene. Els dos germanastres van acordar finalment el repartiment del país (111 aC), partició que va mantenir la pau fins a la mort de Grif el 96 aC.
El 112 aC Damasc es va erigir en regne sota direcció dels grecs de la regió. Els jueus es van apoderar de Samària el 109 aC i d'Iturea el 104 aC, i el 103 aC van atacar Ptolemais, que al no rebre ajut de cap dels dos reis va demanar auxili al rei làgida de Xipre Ptolemeu Làtir que no va poder desembarcar per les pressions del rei egipci Ptolemeu X Alexandre I, encara que sí que va ocupar Gaza, Estratonice i Doira els tirans de les quals van acollir a Làtir. L'any següent, en una ofensiva, Làtir va ocupar Ptolemais però en va ser expulsat pels egipcis.
Antíoc VIII Grif va morir assassinat a Antioquia el 96 aC. Antíoc IX, que dominava Celesíria i Fenícia, havia de ser reconegut com a únic rei, però cinc fills d'Antíoc VIII es van revoltar i van reclamar els seus drets (Seleuc, Antíoc el major, Felip, Demetri i Antíoc el menor) i el més gran d'entre ells va ser proclamat rei com a Seleuc VI Epifanes Nicàtor. Així la guerra civil va tornar a començar. Seleuc VI va morir l'any següent i el va substituir el seu germà Demetri III Eucàros. El 96 aC aquest darrer s'havia imposat i Antíoc IX es va suïcidar per no caure en mans del seu rival. El seu fill Antíoc X Eusebios es va fer proclamar rei i va mantenir la lluita contra Demetri III.